# 井上利行
井上 利行（いのうえ としゆき、1907年9月24日 - 1988年11月5日）は、日本の経営者。淀川製鋼所社長、会長を務めた。宮崎県出身。

## 経歴
1934年に京都帝国大学法学部を卒業。京都市役所での勤務を経て、1939年に淀川製鋼所に転じ、1944年に常務に就任し、1957年5月に専務を経て、1962年に副社長に就任し、1969年5月には社長に昇格。1977年6月に相談役に就任。
1988年11月5日肝不全のために死去。81歳没。

## 栄誉・表彰
- 藍綬褒章(1973年11月)
- 芦屋市市民文化賞(1974年11月)
- 勲三等瑞宝章(1979年4月)
- 大阪市民表彰(1981年11月)